# 台湾民主自治同盟浙江省委员会
台湾民主自治同盟浙江省委员会，简称台盟浙江省委、浙江台盟，是台湾民主自治同盟在浙江省的地方组织。